# Submarino U-542
El submarino alemán U-542 fue un submarino tipo IXC de la Kriegsmarine de la Alemania nazi durante la Segunda Guerra Mundial .
Fue colocado en el Deutsche Werft (astillero) en Hamburgo dentro del astillero número 363 el 12 de junio de 1942, fue botado el 19 de enero de 1943 y puesto en servicio el 7 de abril con el Oberleutnant zur See Christian-Brandt Coester al mando.
El U-542 comenzó su carrera de servicio como parte de la 4.ª Flotilla de submarinos para su entrenamiento a partir del 7 de abril de 1943. Fue reasignado a la décima flotilla para operaciones el 1 de octubre.
Realizó una única patrulla y no hundió ningún barco. Era miembro de tres manadas de lobos.
Fue hundido el 28 de noviembre de 1943 al norte de la isla portuguesa de Madeira por un avión británico.

## Diseño
Los submarinos alemanes Tipo IXC/40 eran un poco más grandes que los Tipo IXC originales. El U-542 tenía un desplazamiento de 1144 toneladas (1125,9 LT) cuando estaba en la superficie y 1257 toneladas (1237,1 LT) mientras estaba sumergido. El submarino tenía una longitud total de 76,76 m (251' 10"), una eslora de casco a presión de 58,75 m (192' 9"), una viga de 6,86 m (22' 6,10"), una altura de 9,6 m (31' 6"), y un calado de 4,67 m (15' 329/32") . El submarino estaba propulsado por dos motores diésel MAN M 9 V 40/46 sobrealimentados de cuatro tiempos y nueve cilindros .produciendo un total de 4400 caballos de fuerza métricos (3240 kW; 4340 shp) para uso en superficie, dos motores eléctricos de doble acción Siemens-Schuckert 2 GU 345/34 que producen un total de 1000 caballos de fuerza en el eje (1010 PS; 750 kW) para uso mientras sumergido. Tenía dos ejes y dos hélices de 1,92 m (6 pies ) . El barco era capaz de operar a profundidades de hasta 230 metros (750 pies).
El submarino tenía una velocidad máxima en superficie de 18,3 nudos (33,9 km/h; 21,1 mph) y una velocidad máxima sumergida de 7,3 nudos (13,5 km/h; 8,4 mph).  Cuando estaba sumergido, la nave podía operar durante 63 millas náuticas (117 km; 72 mi) a 4 nudos (7,4 km/h; 4,6 mph); cuando salió a la superficie, podría viajar 13,850 millas náuticas (25,650 km; 15,940 mi) a 10 nudos (19 km / h; 12 mph). El U-542 estaba equipado con seis tubos lanzatorpedos de 53,3 cm (21 pulgadas) (cuatro instalados en la proa y dos en la popa), 22 torpedos, un cañón naval SK C/32 de 10,5 cm (4,13 pulgadas), 180 proyectiles y un SK C/30 de 3,7 cm (1,5 pulgadas) y un cañón antiaéreo C/30 de 2 cm (0,79 pulgadas). El barco tenía una tripulación de cuarenta y ocho marineros.

## Historial de servicio

### Primera patrulla y hundimiento
El barco partió de Kiel el 21 de octubre de 1943, se movió a través del Mar del Norte, sorteó la brecha entre Islandia y las Islas Feroe y entró en el Océano Atlántico.
Fue hundida el 28 de noviembre de 1943 al norte de las islas Madeira por cargas de profundidad lanzadas desde un Vickers Wellington británico del Escuadrón n.º 179 de la RAF .
Cincuenta y seis hombres murieron; no hubo supervivientes.

### Manadas de lobos
El U-542 participó en tres manadas de lobos, a saber:
- Eisenhart 1 (9 - 15 de noviembre de 1943)
- Schill 3 (18 - 22 de noviembre de 1943)
- Weddigen (22 - 28 de noviembre de 1943)